# Сімідзу Рюдзо
Сімідзу Рюдзо (яп. 清水 隆三, нар. 30 вересня 1902 — пом. ?) — японський футболіст, що грав на позиції нападника.

## Клубна кар'єра
Грав за команду Tokyo SC.

## Виступи за збірну
У 1923 року дебютував в офіційних матчах у складі національної збірної Японії. У формі головної команди країни зіграв 2 матчі. Був учасником Far Eastern Championship Games 1923 року.

## Статистика
Статистика виступів у національній збірній.
| Збірна Японії | Збірна Японії | Збірна Японії |
| Роки          | Ігри          | голи          |
| ------------- | ------------- | ------------- |
| 1923          | 2             | 1             |
| Усього        | 2             | 1             |